# Clash of Clans
Clash of Clans är ett Freemium MMO-strategispel som finns tillgängligt som gratis app till Android samt iOS. Clash of Clans utvecklades och publicerades år 2012 av tillverkaren Supercell, ett spelbolag med bas i Helsingfors, Finland.

## Gameplay
Clash of Clans är ett online-multiplayerspel där spelarna bygger en gemenskap, tränar trupper och attackerar andra spelare för att tjäna guld, elixir och dark elixir, som kan användas för att bygga försvar som skyddar spelaren från andra spelares attacker, att träna och uppgradera trupper. Spelet innehåller också en pseudo-enspelarkampanj där spelaren måste attackera en rad befästa trollbyar (goblins som de kallas i spelet).

## Risker
I spelet kan man köpa spelobjekt för verkliga pengar. Det finns fall där spelare har råkat köpa objekt eller spelpengar för stora summor pengar i verkligheten av misstag.